# Мария (певица)
Вижте пояснителната страница за други личности с името Мария.
Мария е българска попфолк певица.

## Биография

### Ранни години
Мария Панайотова Кирова-Соколова е родена на 13 януари 1982 година в Стара Загора.
От малка пее и е известна от предаването „Като лъвовете“ по „БНТ“, където изпълнява песента „Детелини“ от репертоара на Лили Иванова.

### 2000 – 05: Началото: „Спомен“, „Първа луна“, „Истинска“, „Мария“ и „Осъдена душа“
Подписва договор с „Пайнер“ през 2000 г. и се превръща в едно от най-популярните лица на българския попфолк.
През 2004 г. участва в реклама на „Ариана“, като отваря бутилка бира с отварачка, скрита в деколтето ѝ, откъдето получава прякора „Мара Отварачката“. Става лице и на телефонния гигант Mtel. През 2005 г. е избрана за най-красива българка на годината от предаването „10-те най“.

### 2006 – 13: Връх: „Единствен“, съвместна работа с Кости Йонита, „ХIII“ и „The Best of Maria“
През 2006 г. се омъжва за Димитър Андонов, от когото на 28 юли 2008 г. ражда дъщеря си Марая. През 2011 г. се развеждат.
Мария е част от журито на "Music Idol 3".

### 2014 – 20: „Твоите сто лица“ и прекратяване на кариерата
През 2015 г. се омъжва за Християн Гущеров, а през 2017 г. се развеждат.
През 2020 г. записва последните си три клипирани песни: „С мен“, „В сезона на греха“ (в дует с Тони Стораро) и „Стой настрана“ (дует със Саша Рикобенд)., а през юли 2020 същата година слага край на певческата си кариера.

### 2021 –: Завръщане
През февруари 2021 г. певицата обявява че се завръща на сцената с кавър на песента на нейната колежка и приятелка Цветелина Янева „Давай, разплачи ме“.
На 3 декември 2021 г. певицата се омъжва за Мирослав Соколов.
На 6 февруари 2023 г. излиза видеоклипа към песента „Любовта му“, а по същото време създава свой канал в YouTube и напуска Пайнер. На 5 май излиза поредното предложение „Обичам да е лято“.[източник? (Поискан днес)]
През 2024 г. участва в телевизионното предаване за имитации „Като две капки вода“ по NOVA.

## Дискография

### Студийни албуми
- Спомен (2000)
- Първа луна (2001)
- Истинска (2003)
- Мария (2004)
- Осъдена душа (2005)
- Единствен (2006)
- XIII (2012)[17]
- Твоите 100 лица (2015)[17]

### Компилации
- The Best of Maria (2013)[17]
- Златните хитове на Пайнер 14 – Мария (2013)[17]

### Видео албуми
- Maria Best Video Selection 1 (2005)
- Maria Best Video Selection 2 (2009)

## Изяви
Концерти зад граница: Северна Македония, Великобритания, САЩ, Турция, Германия, Гърция.
Мария участва в Националното турне на Планета ТВ през 2004, 2005, 2006, 2009, 2010 и 2014 г.

## Награди
| Година | Получател         | Награда                                                                                        |
| ------ | ----------------- | ---------------------------------------------------------------------------------------------- |
| 2003   | Мария             | Награда на генералния спонсор за най-атрактивни видеоклипове (Годишни награди на ТВ „Планета“) |
| 2003   | „Обичай ме така“  | Златен "Fresh" клип                                                                            |
| 2004   | „Твоят град“      | Най-добър видеоклип (Годишни награди на ТВ „Планета“)                                          |
| 2005   | Мария             | Най-сексапилна жена за 2005 г. (БТВ)                                                           |
| 2006   | Мария             | Най-стилна визия във видеоклипове (Годишни награди на ТВ „Планета“)                            |
| 2009   | „Не те обичам“    | Кавър версия на годината (Годишни награди на сп. „Нов фолк“)                                   |
| 2009   | Мария             | Оригинално медийно присъствие (Годишни награди на ТВ „Планета“)                                |
| 2010   | „Най-добрият“     | DJ хит на годината (Годишни награди на ТВ „Планета“)                                           |
| 2012   | Мария             | Най-стилно облечен изпълнител (Годишни награди на ТВ „Планета“)                                |
| 2013   | Мария             | Модна икона (Годишни награди на ТВ „Планета“)                                                  |
| 2015   | „Твоите сто лица“ | Албум на годината (Годишни награди на ТВ „Планета“)                                            |
| 2018   | Мария             | Най-стилна личност (The 1 Lifestyle Awards)                                                    |
| 2018   | „Кажи ѝ“          | Видеоклип на годината (The 1 Lifestyle Awards)                                                 |
| 2018   | „Кажи ѝ“          | Балада на годината (The 1 Lifestyle Awards)                                                    |
| 2020   | Мария             | 20 години на музикалната сцена и принос към поп-фолк музиката                                  |